# Futurama - Nell'immenso verde profondo
Futurama - Nell'immenso verde profondo (Futurama: Into the Wild Green Yonder) è il quarto ed ultimo lungometraggio basato sulla serie animata televisiva Futurama, creata da Matt Groening e David X. Cohen.

## Trama
I componenti della Planet Express fanno visita ai genitori di Amy, Leo e Inez, i quali distruggono Mars Vegas per costruirne una più grande. Un gruppo di ecofemministe guidate da Frida Waterfall protesta per la distruzione delle specie viventi del pianeta; incidentalmente però un frammento del suo ciondolo si incastra nel cervello di Fry, donandogli la capacità di leggere nel pensiero. Il comportamento di Leo, capo delle operazioni, fa arrabbiare Leela mentre il professor Farnsworth si lascia corrompere per rilasciare false valutazioni ambientali, scrivendo che le nuove costruzioni non danneggiano l'ambiente o gli animali in via di estinzione. Leela salva una piccola sanguisuga in via d'estinzione, che si attacca alla sua pelle per tutto il tempo.
Fry scopre di avere poteri telepatici grazie all'aiuto di un senzatetto di nome Hutch, il quale lo avverte di stare attento alle Forze Oscure. Intanto Bender conduce una relazione segreta con la moglie del capo della robot mafia. Mentre giocano a minigolf, Leo rivela il suo piano di distruggere il 12% della galassia per poter costruire il più grande campo da gioco di minigolf mai fatto. Non riuscendo a convincere a parole Leo, Leela entra nel gruppo ecofemminista per impedirgli la costruzione.
Hutch introduce Fry in una società segreta che cerca di sconfiggere le Forze Oscure e salvare l'ultimo uovo degli Enciclopodi, una specie ormai estinta che evolvendo ha inglobato i DNA di tutte le specie viventi. L'uovo in questione in realtà è una stella nana viola che rientra nell'elenco di Leo delle cose da distruggere. Di conseguenza Hutch ordina a Fry di conquistare la fiducia di Leo e andare a lavorare da lui. Dopo aver chiesto lavoro, Fry legge la mente di Leo e guadagna lavoro, che consiste nell'eliminare le eco-femministe.
Durante il suo turno di lavoro, Leo fa imbestialire Amy, che si unisce alle eco-femministe. Ma il lavoro di Fry (da un accenno di Amy) fa insospettire Leela. Le femministe catturano la Planet Express e il suo intero equipaggio, eccetto Bender, che apparentemente viene corrotto dal governo per eliminare le femministe. Zapp Brannigan si lancia all'inseguimento delle femministe, distruggendo la sua nave e il suo equipaggio. Dopo aver finito il carburante, le femministe prendono alle spalle Zapp, ma a loro volta vengono sottomesse e catturate da Bender.
Le femministe finiscono così in carcere, ma vengono liberate dallo stesso Bender, che rivela di aver tradito il governo. A Fry viene consegnato un piano per trovare le forze oscure e distruggerle con un marchingegno donatogli da Hutch. Durante la cerimonia per far esplodere la nana viola, le eco-femministe irrompono e catturano il padre di Amy. Fry crede che di essere il membro oscuro e cerca di suicidarsi, attivando il marchingengno. L'oggetto non uccide Fry, ma si scopre che il membro oscuro è in verità la sanguisuga raccolta da Leela, che diventa così temporaneamente vulnerabile.
Nel frattempo i vari asteroidi e pianeti del sistema fecondano la stella, dando vita all'Enciclopode. Furiosa la sanguisuga uccide Hutch, ma l'enciclopode lo vendica bruciandola, ma poiché Zoidberg ne mangia i resti, la specie delle sanguisughe, e quindi le forze oscure, sono per sempre eliminate. L'enciclopode raccoglie il DNA dell'Homo Sapiens da Hutch e vola via, lasciando confusi i presenti dato che esso raccoglie il DNA solo di specie prossime all'estinzione. Ma prima di poter chiarire la cosa, Zapp, senza nessuna vera ragione, si mette all'inseguimento dell'equipaggio della Planet Express e delle eco-femministe che volano via sulla loro navetta. Poco prima di varcare un varco temporale Fry rivela il suo amore per Leela, e i due si baciano.